# La minotauromaquia
La minotauromaquia es un  aguafuerte realizado por Pablo Picasso en 1935 y que forma parte de la colección del Museo Picasso de Barcelona. Se trata de una donación del artista realizada en 1938, contiene una dedicatoria: «para el Museo de Arte Moderno. Picasso París, 30 de setembre de 1938».

## Descripción
El minotauro —criatura mitológica con cuerpo humano y cabeza de toro— es uno de los grandes protagonistas de la producción picassiana de los años treinta, tanto en pintura como en obra gráfica, y es el tema de este grabado fundamental de Picasso, La minotauromaquia, considerado uno de los mejores del siglo XX.
Es un aguafuerte con rascado, de factura perfecta, realizado en primavera de 1935 e impreso por Roger Lacourière. Obra de difícil interpretación simbólica, es una síntesis de toda una serie de obras en torno al mito. Los personajes principales son una joven sosteniendo una vela y un ramo de flores, confrontando a la bestia con expresión serena; un gran minotauro en el centro de la composición; una mujer torera (que sugiere como modelo a Marie-Thérèse Walter, con quien Picasso mantuvo una relación de años), herida, con los pechos descubiertos, desplomándose de la grupa de un caballo; en la parte izquierda, un hombre subido a una escalera, barbudo y medio desnudo, en actitud de huir; y en la parte superior, dos jóvenes mirando la escena desde una ventana, con palomas.
La minotauromaquia, realizada un año antes del inicio de la guerra civil española, está considerada como uno de los precedentes inmediatos del Guernica. En el MoMA (Museum of Modern Art) de Nueva York y en el Museo Picasso de París también se conservan ejemplares de La minotauromaquia.

## Otros grabados del minotauro
Los años 30 son una época de gran producción gráfica picassiana. Además de La minotauromaquia, destacan los cien grabados que componen la Suite Vollard, la serie de grabados realizada por Picasso entre 1930 y 1937 y editada en 1939 por su marchante Ambroise Vollard.
En cuanto a la temática, estos grabados giran en torno a cinco grupos: «La violación», «El taller del escultor», «Rembrandt», «Minotauro» y «Minotauro ciego». Otros son sin temática concreta y tres son retratos del propio Vollard.
El Museu Picasso tiene 28 grabados de la Suite Vollard. Por razones de conservación preventiva, no se encuentran en exposición permanente en las salas.